# Paramelomys naso
Paramelomys naso is een knaagdier uit het geslacht Paramelomys dat voorkomt op Nieuw-Guinea. Hij leeft in de laaglanden van het zuidwesten en op de Aru-eilanden. Er is ook een exemplaar bekend uit de Weyland Range (1524 m hoogte). Deze soort is historisch in P. lorentzii geplaatst (al dan niet als een ondersoort van "Melomys levipes"), maar is in feite het nauwste verwant aan P. levipes en iets minder nauw aan P. mollis, de andere twee grote soorten met één haar per staartschub.
In feite is P. naso vrijwel identiek aan P. levipes. Het enige verschil is dat P. naso iets groter is. De lengte van enkele delen van de schedel overlapt niet in beide soorten. De andere verwant, P. mollis, komt voor in de bergen en heeft bredere achtervoeten en een kortere, zachtere vacht. De kop-romplengte bedraagt 158 tot 191 mm en de achtervoetlengte 33 tot 38 mm. Vrouwtjes hebben 0+2=4 mammae.